# Against the Dark
Against the Dark é um filme norte-americano de 2009, dos gêneros ação e suspense, estrelado por Steven Seagal e dirigido por Richard Crudo.

## Sinopse
Em um mundo dominado por noite de vampiros sedentos de sangue, Tao (Steven Seagal), fará de tudo para eliminá-los e salvar os últimos sobreviventes.

## Elenco
- Steven Seagal como Tao
- Tanoai Reed como Tagart
- Jenna Harrison como Dorothy
- Danny Midwinter como Morgan
- Emma Catherwood como Amelia
- Stephen Hagan como Ricky
- Daniel Percival como Dylan
- Skye Bennett como Charlotte
- Linden Ashby como Cross
- Keith David como Lt. Waters